# Crimolois
Crimolois és un antic municipi francès, situat al departament de la Costa d'Or i a la regió de Borgonya - Franc Comtat. El 28 de febrer de 2019 esdevé un municipi delegat, al si del municipi nou Neuilly-Crimolois. L'any 2007 tenia 584 habitants.

## Demografia

### Població
El 2007 la població de fet de Crimolois era de 584 persones. Hi havia 208 famílies, de les quals 36 eren unipersonals (8 homes vivint sols i 28 dones vivint soles), 68 parelles sense fills, 92 parelles amb fills i 12 famílies monoparentals amb fills.
La població ha evolucionat segons el següent gràfic:
Habitants censats

### Habitatges
El 2007 hi havia 215 habitatges, 206 eren l'habitatge principal de la família, 1 era una segona residència i 8 estaven desocupats. 212 eren cases i 3 eren apartaments. Dels 206 habitatges principals, 193 estaven ocupats pels seus propietaris, 12 estaven llogats i ocupats pels llogaters i 1 estava cedit a títol gratuït; 1 tenia una cambra, 1 en tenia dues, 15 en tenien tres, 42 en tenien quatre i 147 en tenien cinc o més. 169 habitatges disposaven pel capbaix d'una plaça de pàrquing. A 65 habitatges hi havia un automòbil i a 126 n'hi havia dos o més.

### Piràmide de població
La piràmide de població per edats i sexe el 2009 era:
| Homes | Edats   | Dones |
| ----- | ------- | ----- |
| 0     | 95 o +  | 0     |
| 0     | 90 a 94 | 0     |
| 4     | 85 a 89 | 0     |
| 12    | 80 a 84 | 0     |
| 0     | 75 a 79 | 8     |
| 8     | 70 a 74 | 4     |
| 16    | 65 a 69 | 12    |
| 4     | 60 a 64 | 16    |
| 20    | 55 a 59 | 16    |
| 36    | 50 a 54 | 40    |
| 12    | 45 a 49 | 24    |
| 40    | 40 a 44 | 16    |
| 4     | 35 a 39 | 28    |
| 4     | 30 a 34 | 16    |
| 8     | 25 a 29 | 8     |
| 16    | 20 a 24 | 20    |
| 16    | 15 a 19 | 24    |
| 40    | 10 a 14 | 8     |
| 20    | 5 a 9   | 12    |
| 0     | 0 a 4   | 8     |

## Economia
El 2007 la població en edat de treballar era de 398 persones, 291 eren actives i 107 eren inactives. De les 291 persones actives 273 estaven ocupades (149 homes i 124 dones) i 18 estaven aturades (7 homes i 11 dones). De les 107 persones inactives 34 estaven jubilades, 53 estaven estudiant i 20 estaven classificades com a «altres inactius».

### Ingressos
El 2009 a Crimolois hi havia 205 unitats fiscals que integraven 567,5 persones, la mediana anual d'ingressos fiscals per persona era de 20.173 €.

### Activitats econòmiques
Dels 18 establiments que hi havia el 2007, 1 era d'una empresa extractiva, 1 d'una empresa de fabricació de material elèctric, 3 d'empreses de construcció, 5 d'empreses de comerç i reparació d'automòbils, 1 d'una empresa de transport, 1 d'una empresa d'hostatgeria i restauració, 1 d'una empresa financera, 2 d'empreses immobiliàries, 2 d'empreses de serveis i 1 d'una entitat de l'administració pública.
Dels 7 establiments de servei als particulars que hi havia el 2009, 1 era un taller de reparació d'automòbils i de material agrícola, 1 guixaire pintor, 1 fusteria, 1 lampisteria, 1 restaurant i 2 agències immobiliàries.
L'únic establiment comercial que hi havia el 2009 era una botiga d'equipament de la llar.

## Equipaments sanitaris i escolars
El 2009 hi havia una escola elemental.

## Poblacions més properes
El següent diagrama mostra les poblacions més properes.